# Szatnica
Szatnica (horvátul: Satnica Đakovačka) falu és község Horvátországban, Eszék-Baranya megyében. Közigazgatásilag Galsinc település tartozik hozzá.

## Fekvése
Eszéktől légvonalban 32, közúton 49 km-re délnyugatra, Diakovártól 5 km-re északnyugatra, Szlavónia középső részén, a Diakovárról Nekcsére menő főút mentén fekszik. Településrészei: Đakovački Petruševci, Emovac (Fuchosova pustara), Franjevac, Fridrih, Josipovac (Šarviz), Štrosmajerovac és Venturi.

## Története
A területén talált régészeti leletek tanúsága szerint már az őskorban is lakott volt. A „Katinska-Gradac” lelőhely a Satnicáról Diakovárra menő  úttól 300 méterre délnyugatra a falu kijárata közelében található. Itt a helyiek szerint már régóta sok őskori és ókori kerámiatöredék található és a kerámiák kiégetésére rakott kemence maradványait is megtalálták. A „Šarviz” nevű lelőhely a Szatnica-Gašinci út két oldalán, a falutól 2 km-re délnyugatra található. Itt az őskori és ókori leletek mellett középkori maradványok is előkerültek, melyeket a diakovári városi múzeumban őriznek. Mirko Bulat régész megemlíti, hogy valahol Szatnicánál 3000 darab római ezüstpénzt találtak, melyek a 3. század elejétől a század közepéig terjedő időszakból származtak. A Pélmonostor-Eszék-Svilaj autópálya építését megelőző leletmentő munkák során újabb őskori és középkori lelőhelyeket („Strosmajerovac–Pustara” és „Franjevac”) tártak fel. A falu területén két ősi erődítmény maradványai is megtalálhatók. A falutól kekeltre Garova dol felett a „Gradina” nevű helyen már 1875-ben őskori földvár maradványait írják le, ahol a sáncok között az újkőkorszak végéről származó leletek is előkerültek. A falutól keletre 500 méterre a „Turski bedem” lelőhelyen 30-szor 30 méteres négyszögletes erődítmény sekély sáncai látszanak.
A település első írásos említése Névna akkori urának lévai Cseh Péternek 1422-ben kelt oklevelében történt, melyben a satnicai birtokot zálogba adja a Podlakai Bálint nevű nemesnek. A középkorban gyakran változtak a birtokosai és több per is zajlott miatta, mivel nagy területű birtok volt. A török 1536-ban szállta meg. A török uralom idején a diakovári bég szpáhibirtoka volt. Utolsó török ura Alaj bég volt. A török kiűzése után lakott 15 ház maradt a településen, de a 18. század közepéig a lakosság száma jelentősen emelkedett. 1758-ban 39 házában 269 lakos élt.
Az első katonai felmérés térképén „Szatnicze” néven található. Lipszky János 1808-ban Budán kiadott repertóriumában „Szatnicza” néven szerepel. Nagy Lajos 1829-ben kiadott művében „Szatnicza” néven 119 házzal, 698 ortodox vallású lakossal találjuk. A 19. században a lakosság nagyrészt kicserélődött. Sokan költöztek el a faluból, de a környező falvakból sok betelepülő is érkezett. A század közepén a gazdasági válság idején horvátok költöztek el Diakovárra és Eszékre, helyettük pedig bácskai németek és magyarok érkeztek. A század végére 196 ház állt itt, melyből 80-ban horvátok, 76-ban németek, 40-ben pedig magyarok éltek.
A településnek 1857-ben 245, 1910-ben 483 lakosa volt. Verőce vármegye Diakovári járásának része volt. Az 1910-es népszámlálás adatai szerint lakosságának 51%-a horvát, 34%-a német, 10%-a magyar anyanyelvű volt. Az első világháború után 1918-ban az új szerb-horvát-szlovén állam, majd később (1929-ben) Jugoszlávia része lett. A partizánok 1944-ben elüldözték a német lakosságot, a helyükre a háború után horvátok települtek. 1991-től a független Horvátországhoz tartozik. 1991-ben lakosságának 98%-a horvát nemzetiségű volt. 2011-ben a falunak 1432, a községnek összesen 2123 lakosa volt.

## Lakossága
| Lakosság változása | Lakosság változása | Lakosság változása | Lakosság változása | Lakosság változása | Lakosság változása | Lakosság változása | Lakosság változása | Lakosság változása | Lakosság változása | Lakosság változása | Lakosság változása | Lakosság változása | Lakosság változása | Lakosság változása | Lakosság változása |
| ------------------ | ------------------ | ------------------ | ------------------ | ------------------ | ------------------ | ------------------ | ------------------ | ------------------ | ------------------ | ------------------ | ------------------ | ------------------ | ------------------ | ------------------ | ------------------ |
| 1857               | 1869               | 1880               | 1890               | 1900               | 1910               | 1921               | 1931               | 1948               | 1953               | 1961               | 1971               | 1981               | 1991               | 2001               | 2011               |
| 740                | 899                | 941                | 1.091              | 1.340              | 1.332              | 1.219              | 1.322              | 1.334              | 1.463              | 1.502              | 1.521              | 1.527              | 1.730              | 1.723              | 1.432              |

## Gazdaság
A helyi gazdaság alapját a mezőgazdaság, a kereskedelem és a feldolgozóipar képezi. A község területén 19 bejegyzett gazdasági vállalkozás működik, melyek közül a legjelentősebbek az AKROPOLA d.o.o. és a STAKLO-COMMERCE d.o.o.

## Nevezetességei
Szent Rókus tiszteletére szentelt római katolikus plébániatemploma 1900-ban épült. A plébániát 1969-ben alapították.

## Kultúra
- A KUD „Sloga” kulturális és művészeti egyesületet 1996-ban alapították. A mintegy 80 aktív tag három tánccsoportban és három tamburacsoportban működik ápolva a helyi folklórt, népdalokat, néptáncokat, népszokásokat és népviseletet. Repertoárukban Iván napi népszokások, szávamenti és đakovštinai dalok és táncok, valamint bunyevác táncok szerepelnek. Szorgalmas és kitartó munkájával az egyesület a térség egyik vezető művészeti egyesületévé fejlődött. Rendszeres szereplői a „Đakovački vezovi” és a „Vinkovački jeseni” fesztiváloknak, de felléptek már az ország számos fesztiválján és külföldi fesztiválokon is. Szervezői a „Djeca u igri, pjesmi i plesu” gyermek folklórszemlének és a „Pjesmom i plesom kroz Satnicu” folklórszemlének.
- A „Cicika” nőegyesületet 2014-ben alapították. Az egyesület 15 tagot számlál, melyből 10 aktív tag van. Célja a nők és a családok helyzetének javítása, a régi szokások, a közösségi játékok és táncok megőrzése, az emberi jogok előmozdítása, a humanitárius tevékenységekben való részvétel, a társadalmilag hátrányos helyzetű családok, az idősek és fogyatékkal élők, valamint a rokkantak támogatása.

## Oktatás
A településen nyolcosztályos általános iskola működik. Az iskola 2014 óta önálló. Egy területi iskolája van, mely Gašinciban működik.

## Sport
Az NK „Mladost” Satnica Đakovačka labdarúgóklubot 1935-ben „Jedinstvo” néven alapították. 1961-ben nevét ONK Mladostra változtatták. A 2018/19-es szezonban megnyerte a megyei 1. ligát.

## Egyesületek
A helyi önkéntes tűzoltóegyletet 1926-ban alapították.